# Kurepalu
Koordinaten: 58° 19′ N, 26° 50′ O
Kurepalu ist ein Dorf (estnisch küla) in der estnischen Landgemeinde Kastre (bis 2017 Haaslava) im Kreis Tartu.
Kurepalu ist das Verwaltungszentrum der 2017 gebildeten Landgemeinde Kastre. Vorher war Kurepalu das Verwaltungszentrum der mittlerweile aufgelösten Landgemeinde Haaslava (Haaslava vald). Das Dorf hat 147 Einwohner (Stand 2009). Der Ort liegt einen Kilometer südöstlich vom ehemaligen Rittergut Haaslava (deutsch Haselau).
Aus Kurepalu stammt die estnische Schriftstellerin Leida Kibuvits (1907–1976).